# Ligne (ród)

Herb rodu de Ligne

De Ligne – jeden z najstarszych i najbardziej znanych rodów książęcych w Belgii. Jego korzenie sięgają XI wieku, a jego nazwa pochodzi od nazwy miasteczka między Ath a Tournai (dzisiejsza Belgia). Panowie de Ligne należeli do towarzyszy krzyżowców z hrabstwa Hainaut. Podczas bitwy pod Bouvines (1214), zostali opisani przez kronikarzy jako ludzie wielkiego imienia i honoru. W XII wieku zostali podniesieni do rangi baronów i otrzymali tytuł hrabiów Fauquemberg, a w XVI wieku - książąt Épinoy. Lamoral I otrzymał od cesarza Rudolfa II Habsburga tytuł księcia de Ligne i księcia Świętego Cesarstwa Rzymskiego.
Obecnie książęta de Ligne połączeni są więzami krwi z wieloma rodami królewskimi. Młodszymi gałęziami rodu są rodziny: Barbançon, Barbançon-Arenberg, Moy, Ham i Arenberg.

## Władcy de Ligne

### Baronowie de Ligne
- Michał (Michel) III Ligne, baron Ligne i Brabançon (zm. 1468),

### Hrabiowie de Ligne
- Jacek (Jacques) Ligne, hrabia Ligne, książę Fauquemberg, Mortagne, baron Belœil (ok. 1552),
- Filip (Philippe) Ligne, hrabia Ligne i Fauquemberg, baron Wassenaer i Bailleul, wicehrabia Leiden (1533–1583).

### Książęta de Ligne

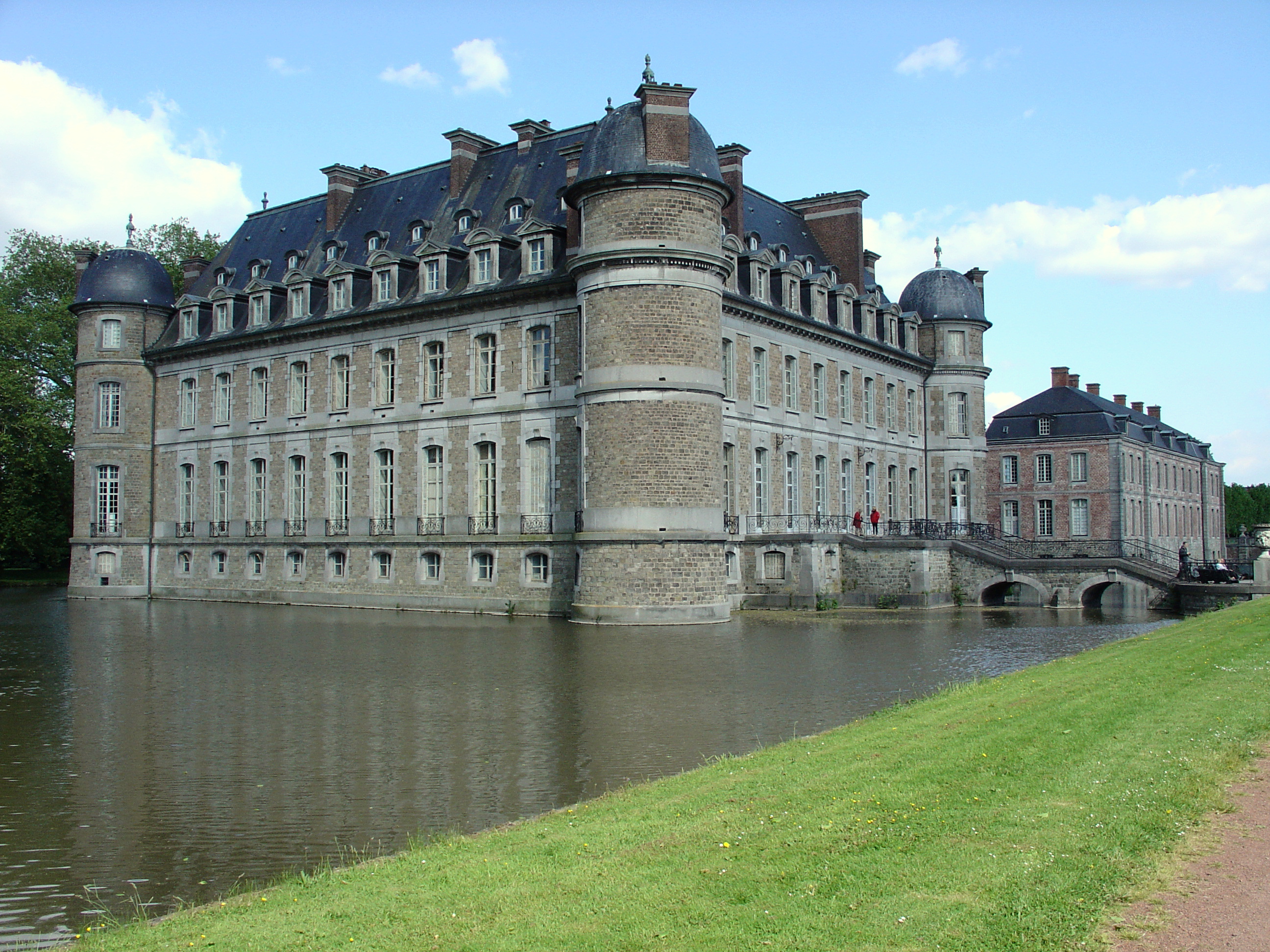
Zamek Beloeil, należący do rodziny

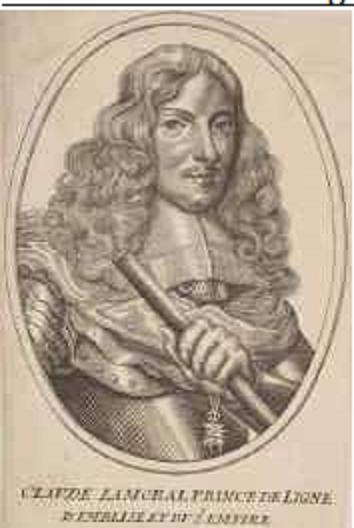
Klaudiusz Lamoral I

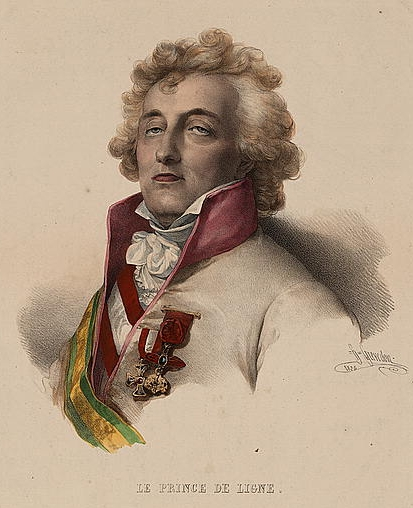
Karol Józef, książę de Ligne (1735–1814)

- Lamoral I, książę de Ligne i książę Świętego Cesarstwa Rzymskiego (1563–1624), mąż Marii de Melun, markizy Roubaix i baronowej Antoing,
- Albert Henryk, książę de Ligne i książę Świętego Cesarstwa Rzymskiego (1615–1641),
- Klaudiusz Lamoral I, książę de Ligne i książę Świętego Cesarstwa Rzymskiego (1618–1679), mąż Klary Marii de Nassau-Siegen,
- Henryk Ludwik Ernest, książę de Ligne i książę Świętego Cesarstwa Rzymskiego (1644–1702),
- Antoni Józef Ghislain, książę de Ligne i książę Świętego Cesarstwa Rzymskiego (1682–1750),
- Klaudiusz Lamoral II, książę de Ligne i książę Świętego Cesarstwa Rzymskiego (1685–1766), mąż Elżbiety Aleksandryny de Salm,
- Karol Józef, książę de Ligne i książę Świętego Cesarstwa Rzymskiego (1735–1814), mąż księżniczki Franciszki Marii z Liechtensteinu,
- Eugeniusz (Eugène), książę de Ligne i książę Świętego Cesarstwa Rzymskiego (1804–1880), mąż (m.in.) hrabianki Melanie de Conflans i księżniczki Jadwigi Lubomirskiej (córki ks. Henryka Lubomirskiego),
- Ludwik, książę de Ligne (1854–1918), mąż Elżbiety de La Rochefoucauld,
- Ernest, książę de Ligne (1857–1937), mąż Diany de Cossé-Brissac,
- Eugeniusz II, książę Ligne (1893–1960), mąż Filipiny de Noailles,
- Baldwin (Baudouin), książę de Ligne (1918–1985),
- Antoni, książę de Ligne (1925–2005), mąż księżniczki Alix Marii Luksemburskiej (córki wielkiej księżnej Charlotty),
- Michał (Michel), książę de Ligne (1951–), mąż księżniczki Eleonory Marii Orleańskiej-Bragança (córki księcia Piotra Brazylijskiego).
- następca - Henryk Antoni de Ligne (ur. 1989)

## Inni członkowie rodu de Ligne

### Opaci i przełożone klasztorów
- Gérard de Ligne (zm. 1270), opat w Cambrai,
- Mahaut de Ligne (ok. 1275), przełożona w Epinlieu,
- Maria de Ligne (ok. 1500), przełożona w Mons,
- Maria de Ligne (ok. 1550), przełożona w Cambrai,
- Katarzyna de Ligne (zm. 1581), przełożona w Thorn (La Thure)

### Inni
- Jan de Ligne, książę Aremberg (1528–1568), wojskowy i władca prowincji Friesland, Groningen, Drenthe i Overijssel,
- Yolande de Ligne (ur. 1923), żona Karola Ludwika Habsburga (syna cesarza Karola I Austriackiego),
- Christine de Ligne (ur. 1955), żona księcia Antoniego Orleańskiego-Bragança (syna księcia Piotra Brazylijskiego).